# Theóphilo
Theóphilo Bettencourt Pereira, appelé tout simplement Theóphilo (né le 11 avril 1900 à Rio de Janeiro et mort le 10 avril 1988), était un joueur international de football brésilien qui évoluait attaquant.

## Carrière
Teóphilo commença sa carrière au Fluminense FC, avant de partir pour l'Americano FC du quartier Riachuelo de Rio et puis pour São Cristóvão avant de retourner à Fluminense FC pour finir sa carrière.
Il participe avec la Seleçao en Uruguay à la coupe du monde 1930.

## Palmarès

### Club
- championnat Carioca : 2

Fluminense : 1917
São Cristóvão : 1926

### Seleção
- Copa Rio Branco : 1

1931